# 2e régiment de carabiniers
Pour les articles homonymes, voir 2e régiment.
Ne doit pas être confondu avec 2e régiment de carabiniers autrichien.
Ne doit pas être confondu avec 2e régiment de carabiniers belge.
Le 2e régiment de carabiniers est un régiment d'élite de cavalerie lourde, créé en 1788 et actif sous la Révolution, le Premier Empire, la Restauration, la monarchie de Juillet, la 2de République et le Second Empire.

## Création et différentes dénominations
- 1788 : création du 2e régiment de carabiniers par dédoublement du régiment des carabiniers de Monsieur[1]
- 1814 : fusion dans le 1er régiment de carabiniers pour reformer le régiment des carabiniers de Monsieur[1]
- 1825 : recréé comme 2e régiment de carabiniers, par dédoublement du régiment des carabiniers de Monsieur[1]
- 1865 : fusion dans le régiment des carabiniers de la Garde impériale, qui devient en 1871 le 11e régiment de cuirassiers[1]

## Chefs de corps
De 1788 à 1815 :
- 1789 : colonel de Bernes d'Orival
- 1791 : commandant d'Oilliamson
- 1792 : colonel de Foucault la Besse
- 1792 : colonel de Raincourt
- 1792 : colonel Louis Charles Antoine de Beaufranchet (*)
- 1792 : colonel Jean Danglars-Bassignac (*)
- 1792 : colonel Louis Ferdinand Baillard de Beaurevoir (*)
- 1799 : chef de brigade Armand de Caulaincourt (*)
- 1803 : colonel Pierre-Nicolas Morin (*)
- 1807 : colonel Amable Guy Blancard (*)
- 1813 : colonel de Sève
- 1815 : colonel Beugnat

De 1825 à 1865 :
- 1825 : colonel Gusler
- 1832 : colonel Bertaux
- 1838 : colonel Leron-Desmottes
- 1846 : colonel de Wacquant
- 1852 : colonel de Feu
- 1854 : colonel d'Oullembourg
- 1858 : colonel Faulte de Vanteaux
- 1861 : colonel Massue

Tous les colonels avec un * sont ensuite devenus généraux.

## Historique

### Guerres de la Révolution et de l’Empire
- 1er décembre 1792 :
  - Armée de la Moselle, expédition de Trèves
- 1794 :
  - Armée du Nord
- 1799 :
  - bataille de Stockach
- 1805 :
  - 2 décembre : bataille d'Austerlitz
- 1813 : campagne d'Allemagne
  - 16-19 octobre : bataille de Leipzig
- 1814 : campagne de France
  - 14 février 1814 : bataille de Vauchamps

### 1848 - 1852
Affecté à l'armée de Paris, le 2e régiment de carabiniers quitte Fontainebleau et prend part aux journées des 24, 25 et 26 juin 1848 contre les insurgés.

### Second Empire
Il forme avec le 1er régiment de carabiniers la brigade des carabiniers, unité d'élite qui rejoint la Garde impériale en 1865.

## Personnalités ayant servi au2ecarabiniers
- Henri-Jean-Victor de Rouvroy (1782-1865), duc de Saint-Simon, général et homme politique français du XIXe siècle, sous-lieutenant au 2e de carabiniers en 1801.
- Pierre Ismert (1768-1826), incorporé au 2e de carabiniers le 14 thermidor an IX